# 黑毛樁菇
黑毛椿菇，分布於北半球，屬椿菇屬，色通常為土黃褐色。另外，該種野菇也是木棲腐生的超大型菇類，該菇類不可食用，為常見的毒菇。